# Parlamentsvalet i Storbritannien 1924
Parlamentsvalet i Storbritannien 1924 hölls 29 oktober 1924. Det konservativa partiet under Stanley Baldwins ledning gjorde ett betydligt bättre val än i valet året innan och uppnådde en stor majoritet i underhuset. Labour, med Ramsay MacDonald som partiledare, förlorade några platser, men de stora förlorarna var Herbert Henry Asquiths liberaler, som tappade 118 av sina 158 mandat.
| Parti                            | Röster    | Platser | Förändring | Andel av rösterna (%) |
| Conservative Party               | 7 418 983 | 412     | + 154      | 46,8                  |
| Labour                           | 5 281 626 | 151     | - 40       | 33,3                  |
| Liberal Party                    | 2 818 717 | 40      | - 118      | 17,8                  |
| Constitutionalist                | 185 075   | 7       | + 7        | 1,2                   |
| Communist Party of Great Britain | 51 176    | 1       | + 1        | 0,2                   |
| Sinn Féin                        | 34 181    | 0       |            | 0,2                   |
| Oberoende                        | 25 206    | 2       |            | 0,2                   |
| Northern Ireland Labour Party    | 21 122    | 0       |            | 0,1                   |
| Scottish Prohibition Party       | 14 596    | 0       |            | 0,1                   |
| Oberoende liberal                | 3 241     | 0       | - 1        | 0,0                   |
| Oberoende Labour                 | 1 775     | 0       |            | 0,0                   |
| Oberoende konservativ            | 517       | 0       |            | 0,0                   |
| Irländsk nationalist             | 0         | 1       | - 2        | 0,0                   |

Totalt antal avlagda röster: 15 856 215. Alla partier visade. Den enda kandidaten för de irländska nationalisterna valdes utan motkandidat. Conservative Party inkluderar Ulsterunionisterna.